# Diamond Flower Tower
Diamond Flower Tower (hay Handico 6 Tower) là tòa nhà cao tầng tại Hà Nội, Việt Nam. tòa nhà này cao 177 m có 36 tầng nổi và 3 tầng hầm, được hoàn thành vào năm 2015. Đây là tòa nhà cao nhất quận Thanh Xuân, cao thứ 10 Hà Nội và cao thứ 26 Việt Nam.

## Xây dựng
Diamond Flower Tower được khởi công vào năm 2011 với chi phí 800 tỷ VND. Sau 4 năm, vào năm 2015, tòa nhà chính thức được mở cửa.